# Rădăcinile orașului
Rădăcinile orașului este un film românesc din 1964 regizat de Jean Petrovici.